# Andreas Koch (Pfarrer)

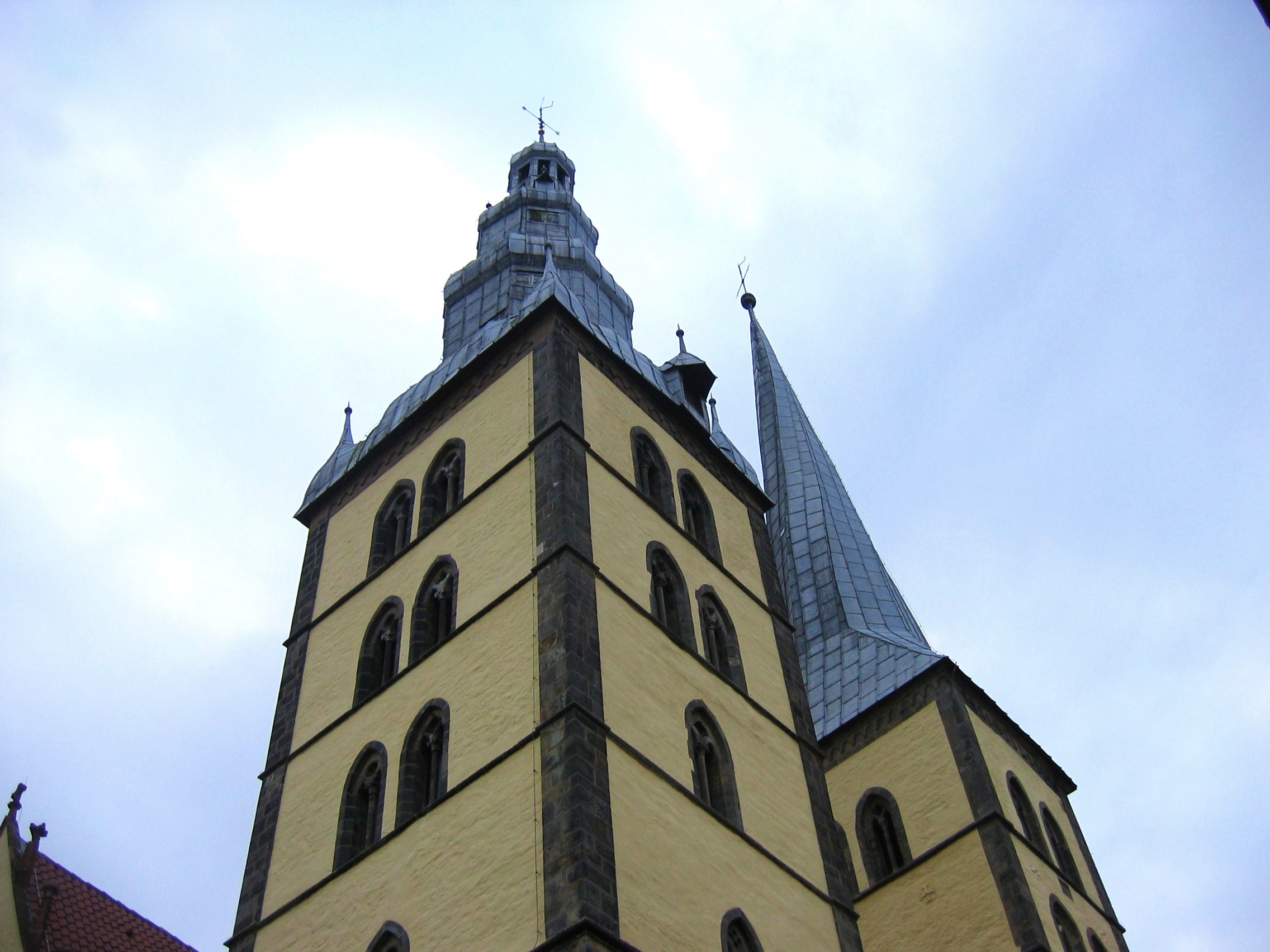
Ev.-luth. Pfarrkirche St. Nicolai

Andreas Koch (* um 1619 in Lemgo; † 2. Juni 1666 ebenda) war evangelischer Pfarrer an der Kirche St. Nicolai in Lemgo und wurde im Jahr 1666 wegen des Teufelsbundes zum Tode verurteilt und mit dem Schwert hingerichtet. Andreas Koch war der einzige Pfarrer, der dem Hexenwahn in Lemgo zum Opfer fiel.

## Biografie
Andreas Koch war das fünfte Kind des Pfarrerehepaars Hermann Koch und Anna Heinekamps und wurde vermutlich 1619 in Lemgo geboren. Seine Eltern gehörten der bürgerlichen Oberschicht an und waren mit den meisten Lemgoer Bürgermeistern, Ratsherren und Hexendeputierten verwandt. Der Vater war zwei Jahre lang Lektor am Gymnasium, bevor er 1611 das Amt des Pfarrers an der Kirche St. Nicolai in der Altstadt erhielt. Andreas studierte ab 1641 an der Universität Rostock Evangelische Theologie und übernahm 1647 das Amt des im gleichen Jahr verstorbenen Vaters. Seine Frau Anna Elisabeth stammte aus der bekannten Herforder Familie Pöppelmann.
Im Jahr 1653 kam es, wie schon zuvor 1628 bis 1637, zu einer erneuten Flut von Hexenprozessen in Lemgo. Den Pfarrern fiel dabei die Rolle zu, die Angeklagten ihre durch die Folter erzwungenen Geständnisse auf die Bibel beschwören zu lassen und zu verhindern, dass sie diese später widerriefen. Schließlich hatten sie die Delinquenten zur Reue und Buße zu ermahnen und zur Hinrichtung zu führen. Andreas Koch bemerkte wiederholt Widersprüche bei den Bekenntnissen der gefolterten Hexen, die ihn an der Wahrhaftigkeit der Aussagen zweifeln ließen. Er bestritt keineswegs die Existenz von Hexen und Schadenzauber, erkannte jedoch die Gefahr, dass es nach der Folter zu erpressten Falschaussagen und zur Hinrichtung Unschuldiger kam. Beeinflusst wurde er offenbar von der Haltung vieler Angehöriger der Lemgoer Oberschicht, die Anklagen gegen ihre Familienangehörigen in der Folgezeit nicht mehr widerspruchlos hinnahmen und sich gerichtlich dagegen wehrten.
Koch äußerte und diskutierte seine Zweifel zunächst nur privat im Freundeskreis. An die Öffentlichkeit ging er erst 1665, nachdem die als Hexe überführte Elisabeth Tillen ihm als Beichtvater auf dem Weg zum Richtplatz ihre Unschuld beteuert hatte. Sowohl in seinen Predigten als auch bei anderen Gelegenheiten warnte er vor übereilten Verdächtigungen und äußerte die Vermutung, dass schon einige Unschuldige hingerichtet worden seien. Allerdings stieß er bei der Mehrheit der Lemgoer Bevölkerung auf taube Ohren und versetzte seine Gegner damit in die Lage, gegen ihn zu ermitteln.
Unter den Mitgliedern der Lemgoer Führungsschicht hatte der Pfarrer von St. Nicolai wenig Freunde, weil er schon vor Beginn der neuen Hexenverfolgungswelle gegen Trunksucht, Ehebruch, Habsucht und Verleumdung gepredigt hatte und keinen Zweifel daran ließ, dass er damit besonders auf den Lebenswandel von Ratsherren und Bürgermeistern abzielte. Seiner Meinung nach konnten Hexenprozesse nur von gottesfürchtigen, tugendhaften und umsichtigen Gelehrten geführt werden. Letztlich sah die Lemgoer Obrigkeit ihre Machtfülle bedroht und ließ das Gerücht verbreiten, der Pfarrer sei ein Feind Gottes und ein Verbündeter des Teufels. Im Sommer 1665 verweigerte der Rat dem Pfarrer den Zutritt zu den Inhaftierten, was zu weiteren Verdächtigungen führte. Schon bald hörte man von ersten Verleumdungen, er sei auf dem Hexentanz gesehen worden. Der für zahlreiche Hexenprozesse verantwortliche Bürgermeister Heinrich Kerkmann verlor keine Zeit und veranlasste beim Rat, bei der Universität Rinteln ein Gutachten einzuholen. Die darin empfohlene sofortige Suspendierung des Pfarrers erfolgte am 24. Oktober 1665.
Andreas Koch erkannte sehr wohl die ihm drohende Gefahr, verließ aber dennoch nicht die Stadt, sondern wandte sich an das Appellationsgericht in Detmold, um seine Unschuld zu beweisen. Landesherr war zu dieser Zeit Graf Hermann Adolph zur Lippe, ein Befürworter der Hexenprozesse, in dessen Amtszeit von 1652 bis 1666 mehr als die Hälfte aller Hinrichtungen wegen Hexerei in Lippe stattfanden. Ende 1665 kursierte eine Schmähschrift oder Pasquill, in dem Lemgoer Hexendeputierte und enge Vertraute des Landesherrn angegriffen wurden. Koch geriet in Verdacht, Mitverfasser dieses Flugblatts zu sein, womit sich seine Erfolgsaussichten bei der Appellation weiter verschlechterten. Am 6. April 1666 wurde vom Appellationsgericht das Urteil verkündet, in dem die Klage abgewiesen und ein Hexenprozess ausdrücklich zugelassen wurde.
Damit konnte das Verfahren gegen den Pfarrer, der schon zuvor unter Hausarrest gestanden hatte, eröffnet werden. Auf Grund eines Gutachtens der Universität Gießen war die Anwendung der Tortur erlaubt. Inzwischen war der spätere Bürgermeister Hermann Cothmann zum Direktor des Peinlichen Gerichts ernannt worden. Andreas Koch wurde am 16., 19. und 28. Mai 1666 gefoltert und nach dem erzwungenen Geständnis zum Tod durch Verbrennen verurteilt. Graf Hermann Adolf „begnadigte“ ihn nach dem Bittgesuch der Ehefrau Anna Elisabeth Pöppelmann und der üblichen Zahlung einer beträchtlichen Summe zur Enthauptung mit dem Schwert und anschließender Verbrennung. Die Hinrichtung erfolgte am 2. Juni 1666 in der Frühe zwischen vier und fünf Uhr unter dem Regenstor. Für eine Hinrichtung waren Zeit und Ort ungewöhnlich, offenbar eine Maßnahme, um die Öffentlichkeit bei der Hinrichtung eines Pfarrers nahezu auszuschließen.

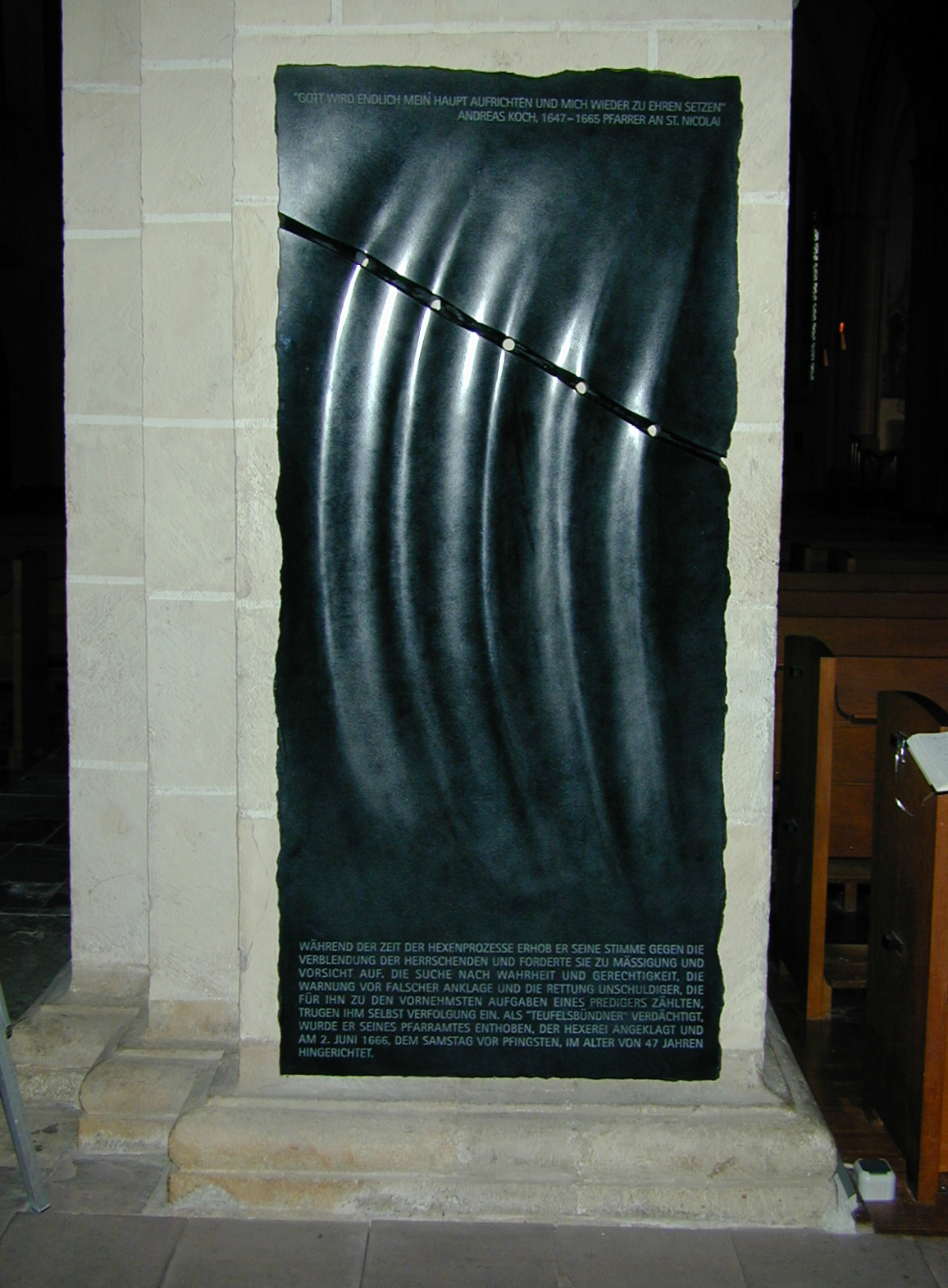
Gedenkstein für Andreas Koch in St. Nicolai, Lemgo

## Gedenken
Andreas Koch gehört neben Maria Rampendahl zu den bekanntesten Opfern der Hexenverfolgung in Lemgo. Zu seinem Gedenken wurde in der Kirche St. Nicolai am 2. August 1999 ein Gedenkstein eingeweiht, der die folgende Inschrift trägt:

„Gott wird endlich mein Haupt aufrichten und mich wieder zu Ehren setzen. Andreas Koch, 1647–1666 Pfarrer an St. Nicolai.
Während der Zeit der Hexenprozesse erhob er seine Stimme gegen die Verblendung der Herrschenden und forderte sie zur Mäßigung und Vorsicht auf. Die Suche nach Wahrheit und Gerechtigkeit, die Warnung vor falscher Anklage und die Rettung Unschuldiger, die für ihn zu den vornehmsten Aufgaben eines Pfarrers zählten, trugen ihm selbst Verfolgung ein. Als ‚Teufelsbündner‘ verdächtigt wurde er seines Amtes enthoben, der Hexerei angeklagt und am 2. Juni 1666, dem Samstag vor Pfingsten, im Alter von 47 Jahren hingerichtet.“

Am 18. Juni 2012 bestätigte der Rat der Stadt Lemgo, dass durch den Ratsbeschluss zur Errichtung des „Steins des Anstoßes“ (Denkmal für Maria Rampendahl) vom 20. Januar 1992 in Lemgo die Opfer der Hexenprozesse rehabilitiert worden sind.